# تندیس والرین و شاپور یکم

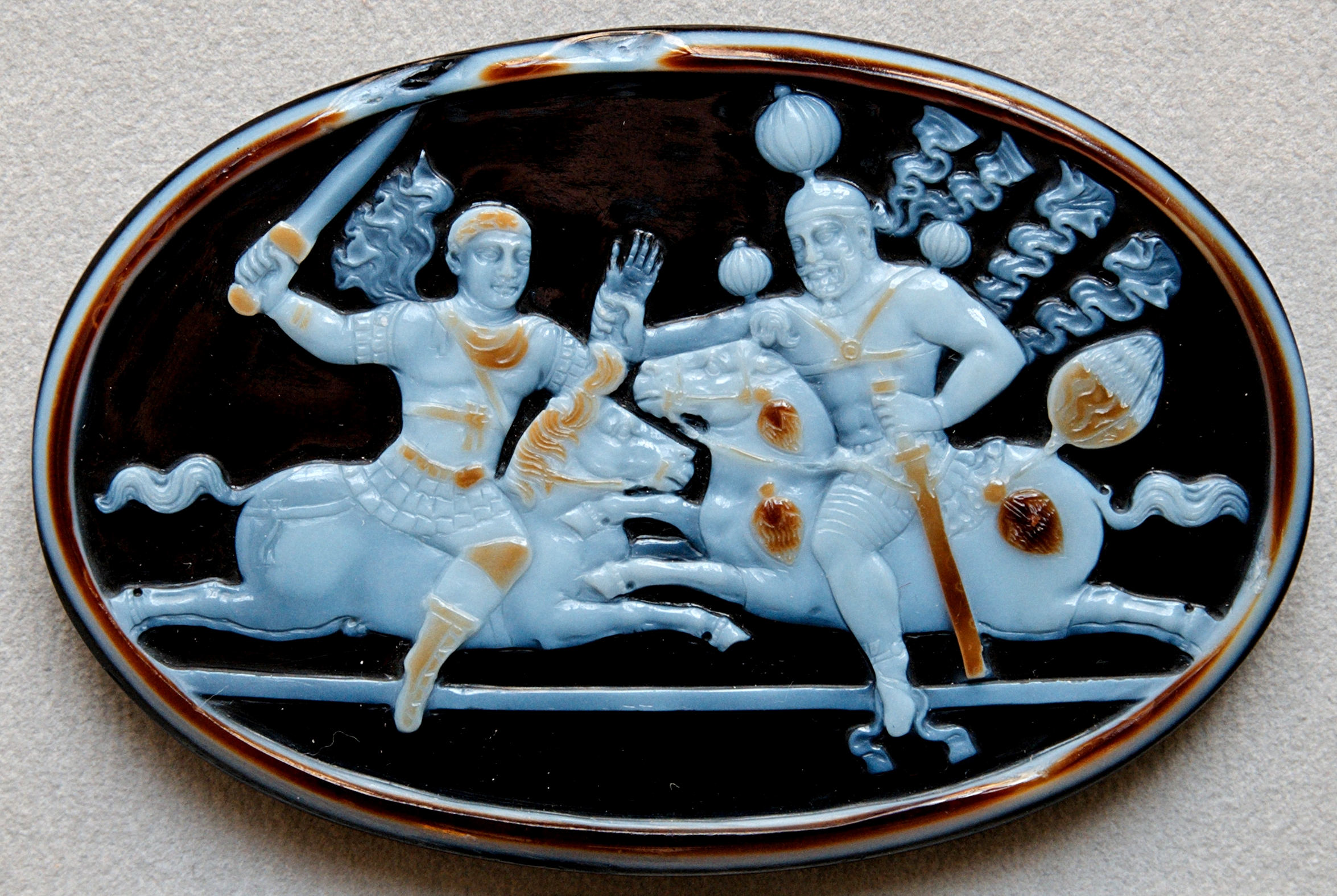
کامئو با والرین و شاپور اول

تندیس والرین و شاپور یکم اکنون در کابینه مدال‌ها در کتابخانه ملی فرانسه در پاریس به نمایش درآمده است. شماره فهرست آن Camée ۳۶۰ است. این تندیس در سال ۱۸۹۳ خریداری شده‌است. ارتفاع تندیس ۶٫۸ سانتیمتر و عرض آن ۱۰٫۳ سانتیمتر است. این تندیس ساخته شده از نوعی عقیق است، حدس زده می‌شود که در سال ۲۶۰ میلادی ساخته شده باشد. برای حکاکی آن، از لایه‌های مختلف رنگی سنگ استفاده شده‌است. پس زمینه تندیس مشکی است حکاکی آن سفید و جزئیات دوباره مشکی هستند و در بالاترین سطح تندیس قرار دارند.
این تندیس دو سوارکار را نشان می‌دهد. هر دو اسب در حال راه رفتن هستند. در سمت راست تندیس، پادشاه ساسانی شاپور اول (وی درسال ۲۴۱–۲۷۲ میلادی سلطنت کرد) نشان داده‌شده‌است. او کلاه‌خود و تاج پوشیده‌است. کره‌هایی به شانه او متصل است. بازوی راست او بازوی چپ پادشاه روم والریان (سلطنت ۲۵۳–۲۶۰) را گرفته‌است. امپراتور روم شمشیر (گلادیوس) را در دست راست خود گرفته‌است. او بدون ریش است و روی سرش یک تاج گل قرار دارد، او را به عنوان امپراتور روم شناخته می‌شود. اگرچه احتمالاً مشتری تندیس ساسانی بوده‌است، اما این سبک یونانی-رومی است، همان‌طور که احتمالاً هنرمند نیز بوده‌است.
این صحنه به احتمال زیاد اسارت امپراتور والریان توسط شاپور یکم در نبرد ادسا (۲۶۰ میلادی) را نشان می‌دهد. این نبرد برای سربازان ساسانی یک موفقیت بزرگ بود زیرا آنها توانستند امپراتور روم را به اسارت بگیرند، رویدادی که در چندین اثر تاریخی خود جشن گرفته‌اند.
ساسانیان شهر آنتیوک یونان را در سال ۲۵۶ میلادی تسخیر کردند و به نظر می‌رسد که بسیاری از صنعتگران و هنرمندان را از این کشور بردند. تندیس هم گمان می‌شود توسط چنین هنرمندی ساخته شده باشد. گوهرهای حکاکی‌شده یک اختراع بطلمیوسی و هنر رایج در فرهنگ یونانی-رومی بود که توسط ساسانیان نیز پذیرفته شد. در تندیس شاپور یکم هر دو سبک رومی و ساسانی ترکیب شده‌است.